# Odorico Paraguaçu
Odorico Paraguaçu (Odorico Cienfuegos na adaptação mexicana pela Televisa) é uma personagem ficcional criada pelo dramaturgo brasileiro Dias Gomes e principal da sua peça teatral Odorico, o Bem Amado (com subtítulo "Uma Obra do Governo"), escrita em 1961 e que, representando de modo caricatural e estereotipado a figura do político da época - malicioso, sem escrúpulos e com traços do coronelismo, fazendo discursos verborrágicos eivados de falsas citações e falsa erudição (como a frase com neologismo, que se tornou expressão popular “os finalmentes justificam os não obstantes”) - é eleito prefeito na fictícia cidade de Sucupira, no estado da Bahia, com a promessa de construir ali um cemitério. Depois da peça original, o personagem foi transposto para telenovelas e para o cinema.
Analisando a vida e a obra de Dias Gomes, o crítico José Dias escreveu: "O Bem Amado representa um momento importante pelo fato de ter sofrido inúmeras adaptações para linguagens diferentes, da cena teatral ao seriado da televisão, num longo período de mais de trinta anos, e por ter consagrado Odorico Paraguaçu como a mais perfeita caricatura de tudo o que Dias Gomes rejeitava".

## Evolução da personagem

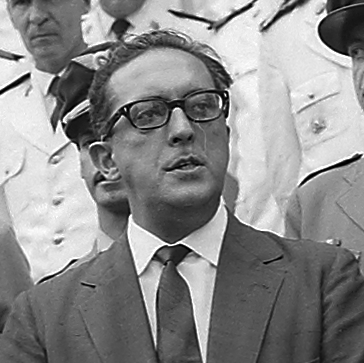
Carlos Lacerda, político que inspirou a criação de Odorico

O nome original era Odorico Osório, na peça da década de 1960 e, com o passar dos anos, sofreu inúmeras transformações, especialmente em razão do período da ditadura militar estabelecida em 1964 e que levou a censura à proibição de inúmeras produções artísticas. Sua versão original pretendia ser uma caricatura exagerada do jornalista e deputado Carlos Lacerda que, já em 1953, perseguira o autor quando este viajara a Moscou e, mais tarde, como governador da Guanabara, proibira-lhe a peça "O Berço do Herói" em 1965.
Quando Gomes reescreveu a peça, Lacerda já havia perdido seu prestígio junto aos militares e caíra no esquecimento, de modo que o autor deu-lhe um novo sentido, embora sem perder a sátira política. Em suas palavras, "Trabalhei o personagem daí no sentido de mais um protótipo de um político demagogo do interior. Ele cresceu, se aprofundou e se distanciou do Lacerda: adquiriu uma paisagem mais ampla. Desenvolvi um trabalho mais em cima do seu linguajar, o que lhe deu uma fisionomia muito mais forte".

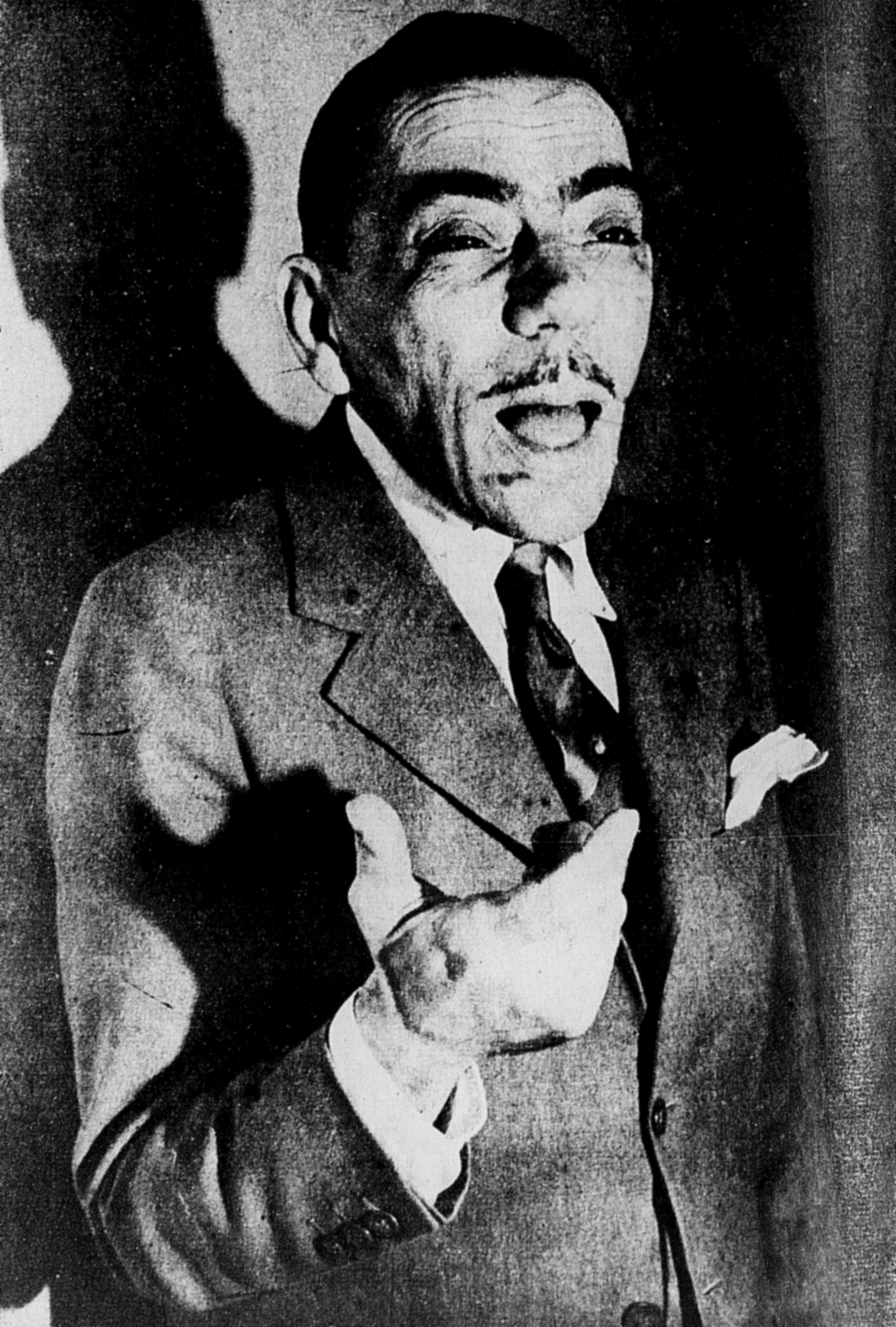
Procópio Ferreira foi o primeiro ator a interpretar Odorico

A peça havia sido arquivada por Dias Gomes em 1962, após ter sido rejeitada por seu produtor Flávio Rangel. Tendo-a concluído apesar disto, foi publicada na edição de Natal da revista, em 1963, e permaneceu sem ser encenada até 1969, quando, no dia 30 de abril, o Teatro de Amadores de Pernambuco levou-a aos palcos. No ano seguinte foi apresentada no Teatro Nacional de Brasília. Já no dia 18 de março de 1971 estreou no Rio de Janeiro, cabendo a Procópio Ferreira - um dos maiores atores de sua época - incorporar Odorico Paraguaçu.
Registrou em 2020 o professor da USP Eugênio Bucci sobre a estreia da novela em 1973, no auge da ditadura: "Sob a vigência da mordaça absoluta, O Bem-amado estreou com a força de uma apoteose libertária e satírica. Era um contrassenso: como podia haver espaço na televisão para tamanha exuberância criativa, e tão crítica, sob uma tirania tão estupidamente violenta? (...) O protagonista que ele [Dias Gomes] inventou para O Bem-amado, Odorico Paraguaçu (interpretado pelo ator Paulo Gracindo), comandava com firmeza, sem nenhum constrangimento de ordem moral, a prefeitura da fictícia Sucupira. Odorico era um canalha corrupto e truculento que, sob o gênio de Dias Gomes, ganhava ares despudoradamente cômicos".

## Linguajar característico
Eugênio Bucci registrou: "Nisso residia seu carisma. Falastrão semianalfabeto, posava de orador erudito à custa de expressões incultas, mas empoladas, que proclamava em tons triunfais. Gostava de xingar os adversários de "desaforistas" e quando queria humilhar os subordinados dizia que eram «desapetrechados de inteligência»."
Resumindo a situação e o impacto que, quando da exibição na televisão (especialmente da novela), o linguajar de Odorico provocava, Yuri Ramos assim registrou: "O mais memorável, no seu caso, são os discursos, com um palavreado que tenta ser culto, mas esbarra na invenção de palavras, principalmente numas misturas de substantivos e advérbios que só ele sabia fazer: para se referir ao futuro, dizia que ia falar do “prafrentemente”; para o passado, dizia “pratrasmente”. Essa sua invencionice morfológica e gramatical é um dos principais motivos da expectativa que temos quando Odorico entra em cena. No fundo, o público sempre aguarda as surpresas que virão do texto que Dias Gomes prepara e Paulo Gracindo executa."

## Situações premonitórias
Em artigo de 2020, quando o mundo vivia a pandemia de Covid-19 e no Brasil havia um atraso na compra de vacinas, Eugênio Bucci lembrou do episódio em que Sucupira era ameaçada por uma epidemia e o adversário de Odorico, Dr. Leão, encomenda um carregamento de vacinas que ele, Odorico, planeja interceptar. Seu assessor, Dirceu Borboleta, entra em desespero ao saber da tramoia e questiona o chefe, gaguejando exasperado, dizendo que haverá um "assassinato em massa, um genocídio" caso a população não seja vacinada. Odorico reage, com desdém: "E daí?". Com a insistência de Borboleta, Odorico fala grosso e alto, num discurso de tons patrióticos, e diz que dará a vacina ao povo, depois, quando inaugurar um posto de saúde e sendo ele, não o opositor, o herói. Bucci relembra essa fala: "Esse «e daí?» soa chocante. O espectador descobre que a pergunta retórica vem de entranhas imemoriais da política nacional. O «e daí?», como expressão de desprezo pela vida, não é de hoje".
Em 2024, cenas de um dos episódios da trama que mostravam Odorico tramando um falso atentado contra sua própria vida para, assim, granjear a simpatia da opinião pública, foi associada ao atentado contra Donald Trump, ex-presidente dos Estados Unidos, e também aquele sofrido por um ex-presidente brasileiro - quando os fatos não indicam que houve mesmo farsa em nenhum dos dois casos. O episódio foi descrito que a intenção de Odorico era "trazer o povo para o lado dele novamente" e, assim, planeja o atentado de modo "covarde e revoltante" e que, com a emoção pública, ele "passaria de réu a vítima". Seria, no seu linguajar característico, um atentado "inescrupulento e traicioneiro".

## Outras informações
Foi vivido pelo ator Paulo Gracindo, entre outros. O personagem representa a figura de um prefeito corrupto que fazia de tudo para inaugurar um cemitério.
Dono de uma fazenda produtora de azeite de dendê, era neto de Firmino Paraguaçu e filho do coronel Eleutério Paraguaçu. Candidato a prefeito da cidade fictícia de Sucupira, elegeu-se com a promessa de construir o cemitério da cidade. Apesar de corrupto e demagogo, era adorado pelos eleitores e exercia fascínio sobre as mulheres. Era pai de Telma (Sandra Bréa) e Cecéu (João Paulo Adour).
O problema de Odorico é que, após a inauguração do cemitério, ninguém mais morreu. Desesperado com a situação, tomou iniciativas macabras para concretizar sua promessa, provocando situações cômicas. No final, Odorico Paraguaçu foi assassinado por Zeca Diabo (Lima Duarte/José Wilker) e inaugurou, finalmente, o cemitério, sendo que, de vilão, passou a mártir.
Dono de uma retórica vazia, gostava de citar filósofos e políticos, como Platão e Rui Barbosa, ou inventava frases que atribuía a personalidades.
Apareceu pela primeira vez na peça de teatro Odorico, o Bem Amado ou Os Mistérios do Amor e da Morte, encenada pela primeira vez em 30 de abril de 1969 no Teatro de Santa Isabel, em Recife, com o ator Procópio Ferreira na pele da personagem.
No teatro e no cinema o personagem foi vivido também pelo ator Marco Nanini. Na televisão, o primeiro a interpretá-lo foi Rolando Boldrin. Também foi interpretado por Jesús Ochoa na versão Mexicana para Televisa.